# Нете
Нете (фр. Nèthe, нід. Nete) —  річка у Бельгії, права притока Рюпела. Має довжину 76 км, протікає територією провінції Антверпен.
Утворюється у місті Лірі злиттям річок Велика Нете та Мала Нете. Несе свої води у західному напрямку, де зливається з Дейле, та у свою чергу утворює річку Рюпел.
| Бельгія | Це незавершена стаття з географії Бельгії. Ви можете допомогти проєкту, виправивши або дописавши її. |